# 건정 (서하)
건정(乾定)은 서하 헌종(西夏 獻宗) 이덕왕(李德旺)의 치세에 쓰던 연호이다.

## 연대 대조표
| 건정        | 원년            | 2년             | 3년             | 4년            |
| 서기 (西紀) | 1223년          | 1224년          | 1225년          | 1226년         |
| 간지 (干支) | 계미(癸未)      | 갑신(甲申)      | 을유(乙酉)      | 병술(丙戌)     |
| 남송 (南宋) | 가정(嘉定) 16년 | 가정(嘉定) 17년 | 보경(寶慶) 원년 | 보경(寶慶) 2년 |

## 동시대 연호
| 이전 연호 광정(光定) | 중국의 연호 서하(西夏) | 다음 연호 보의(寶義) |